# Paratelmatoscopus careelensis
Paratelmatoscopus careelensis är en tvåvingeart som beskrevs av Duckhouse 1966. Paratelmatoscopus careelensis ingår i släktet Paratelmatoscopus och familjen fjärilsmyggor. Inga underarter finns listade i Catalogue of Life.